# Marko Emilije Lepid Porcina
Marko Emilije Lepid Porcina (Marcus Aemilius Lepidus Porcina, 2. st. pr. Kr.) bio je rimski vojskovođa i političar. Godine 137. pr. Kr. bio je izabran za konzula, te potom poslan u Hispaniju kako bi osvetio ponižavajući poraz svog kolege Gaja Hostlija Mancina u sukobu s Numantincima. Smatrajući kako nema dovoljno vojske s rat s Numantincima, odlučio je, suprotno izričitim nalozima Senata, napasti Vakcejce. Međutim, nedostatak logistike je opsadu vakcejskog središta Palencie pretvorio u katastrofu; Lepidova se vojska morala povući i pretrpila pri tome teške gubitke. Lepid je po povratku u Rim kažnjen globom. Lepid je, s druge strane, zahvaljujući oratorskoj sposobnosti koju navodi Ciceron, zadržao politički utjecaj zbog koga je 125. pr. Kr. izabran za augura. Iako je politički bio konzervativno orijentiran, imao je značajan utjecaj na reformatorsku braću Grakho.